# US Super Tour 2014/15
Die US Super Tour 2014/15 war eine von der FIS organisierte Wettkampfserie im Skilanglauf, die zum Unterbau des Skilanglauf-Weltcups 2014/15 gehörte. Er begann am 28. November 2014 in West Yellowstone und endete am 26. März 2015 in Sun Valley. Bei den Rennen der dritten und sechsten Station wurde die doppelte Punktzahl vergeben. Beim Rennen der fünften Station, dem American Birkebeiner, wurde nur die Hälfte der Punkte verteilt. Die Gesamtwertung der Männer gewann Kris Freeman und bei den Frauen Rosie Brennan.

## Männer

### Resultate
| 1. US Super Tour in West Yellowstone, 28. und 29. November 2014 | 1. US Super Tour in West Yellowstone, 28. und 29. November 2014 | 1. US Super Tour in West Yellowstone, 28. und 29. November 2014 | 1. US Super Tour in West Yellowstone, 28. und 29. November 2014 | 1. US Super Tour in West Yellowstone, 28. und 29. November 2014 |
| --------------------------------------------------------------- | --------------------------------------------------------------- | --------------------------------------------------------------- | --------------------------------------------------------------- | --------------------------------------------------------------- |
| Datum                                                           | Disziplin                                                       | Erster Platz                                                    | Zweiter Platz                                                   | Dritter Platz                                                   |
| 28. November 2014                                               | Sprint Freistil                                                 | Dakota Blackhorse-von Jess                                      | Mads Ek Ström                                                   | Rune Malo Ödegaard                                              |
| 29. November 2014                                               | 15 km Freistil                                                  | Matthew Phillip Gelso                                           | Brian Gregg                                                     | Mads Ek Ström                                                   |

| 2. US Super Tour in Bozeman, 6. und 7. Dezember 2014 | 2. US Super Tour in Bozeman, 6. und 7. Dezember 2014 | 2. US Super Tour in Bozeman, 6. und 7. Dezember 2014 | 2. US Super Tour in Bozeman, 6. und 7. Dezember 2014 | 2. US Super Tour in Bozeman, 6. und 7. Dezember 2014 |
| ---------------------------------------------------- | ---------------------------------------------------- | ---------------------------------------------------- | ---------------------------------------------------- | ---------------------------------------------------- |
| Datum                                                | Disziplin                                            | Erster Platz                                         | Zweiter Platz                                        | Dritter Platz                                        |
| 6. Dezember 2014                                     | Sprint klassisch                                     | Patrick Stewart-Jones                                | Benjamin Saxton                                      | Matthew Phillip Gelso                                |
| 7. Dezember 2014                                     | 15 km klassisch Mst.                                 | Mads Ek Ström                                        | Miles Havlick                                        | Matthew Phillip Gelso                                |

| 3. US Super Tour und US-amerikanische Meisterschaften in Houghton, 4. bis 10. Januar 2015 | 3. US Super Tour und US-amerikanische Meisterschaften in Houghton, 4. bis 10. Januar 2015 | 3. US Super Tour und US-amerikanische Meisterschaften in Houghton, 4. bis 10. Januar 2015 | 3. US Super Tour und US-amerikanische Meisterschaften in Houghton, 4. bis 10. Januar 2015 | 3. US Super Tour und US-amerikanische Meisterschaften in Houghton, 4. bis 10. Januar 2015 |
| ----------------------------------------------------------------------------------------- | ----------------------------------------------------------------------------------------- | ----------------------------------------------------------------------------------------- | ----------------------------------------------------------------------------------------- | ----------------------------------------------------------------------------------------- |
| Datum                                                                                     | Disziplin                                                                                 | Erster Platz                                                                              | Zweiter Platz                                                                             | Dritter Platz                                                                             |
| 4. Januar 2015                                                                            | 15 km Freistil                                                                            | Kyle Bratrud                                                                              | Kris Freeman                                                                              | Patrick Caldwell                                                                          |
| 5. Januar 2015                                                                            | Sprint klassisch                                                                          | Dakota Blackhorse-von Jess                                                                | Benjamin Saxton                                                                           | Haakon Hjelstün                                                                           |
| 8. Januar 2015                                                                            | 30 km klassisch Mst.                                                                      | Kris Freeman                                                                              | Alexander Treinen                                                                         | Kyle Bratrud                                                                              |
| 10. Januar 2015                                                                           | Sprint Freistil                                                                           | Dakota Blackhorse-von Jess                                                                | Tyler Kornfield                                                                           | Reese Hanneman                                                                            |

| 4. US Super Tour in Craftsbury, 30. Januar bis 8. Februar 2015 | 4. US Super Tour in Craftsbury, 30. Januar bis 8. Februar 2015 | 4. US Super Tour in Craftsbury, 30. Januar bis 8. Februar 2015 | 4. US Super Tour in Craftsbury, 30. Januar bis 8. Februar 2015 | 4. US Super Tour in Craftsbury, 30. Januar bis 8. Februar 2015 |
| -------------------------------------------------------------- | -------------------------------------------------------------- | -------------------------------------------------------------- | -------------------------------------------------------------- | -------------------------------------------------------------- |
| Datum                                                          | Disziplin                                                      | Erster Platz                                                   | Zweiter Platz                                                  | Dritter Platz                                                  |
| 30. Januar 2015                                                | 30 km klassisch Mst.                                           | Kris Freeman                                                   | Eric Packer                                                    | Reese Hanneman                                                 |
| 1. Februar 2015                                                | Sprint klassisch                                               | Dakota Blackhorse-von Jess                                     | Kris Freeman                                                   | Tyler Kornfield                                                |
| 6. Februar 2015                                                | Sprint Freistil                                                | Kris Freeman                                                   | Reese Hanneman                                                 | Eric Packer                                                    |
| 7. Februar 2015                                                | 10 km Freistil                                                 | Kris Freeman                                                   | Rogan Brown                                                    | Alexander Treinen                                              |
| 8. Februar 2015                                                | 15 km klassisch Mst.                                           | Kris Freeman                                                   | Gordon Vermeer                                                 | Alexander Treinen                                              |

| 5. US Super Tour und American Birkebeiner in Hayward, 21. Februar 2015 | 5. US Super Tour und American Birkebeiner in Hayward, 21. Februar 2015 | 5. US Super Tour und American Birkebeiner in Hayward, 21. Februar 2015 | 5. US Super Tour und American Birkebeiner in Hayward, 21. Februar 2015 | 5. US Super Tour und American Birkebeiner in Hayward, 21. Februar 2015 |
| ---------------------------------------------------------------------- | ---------------------------------------------------------------------- | ---------------------------------------------------------------------- | ---------------------------------------------------------------------- | ---------------------------------------------------------------------- |
| Datum                                                                  | Disziplin                                                              | Erster Platz                                                           | Zweiter Platz                                                          | Dritter Platz                                                          |
| 21. Februar 2015                                                       | 50 km Freistil Mst.                                                    | Sergio Bonaldi                                                         | Christophe Perrillat-Collomb                                           | Benoît Chauvet                                                         |

| 6. US Super Tour in Sun Valley, 21. bis 26. März 2015 | 6. US Super Tour in Sun Valley, 21. bis 26. März 2015 | 6. US Super Tour in Sun Valley, 21. bis 26. März 2015             | 6. US Super Tour in Sun Valley, 21. bis 26. März 2015                 | 6. US Super Tour in Sun Valley, 21. bis 26. März 2015                      |
| ----------------------------------------------------- | ----------------------------------------------------- | ----------------------------------------------------------------- | --------------------------------------------------------------------- | -------------------------------------------------------------------------- |
| Datum                                                 | Disziplin                                             | Erster Platz                                                      | Zweiter Platz                                                         | Dritter Platz                                                              |
| 21. März 2015                                         | 15 km klassisch                                       | Erik Bjornsen                                                     | Alexander Treinen                                                     | Mads Ek Ström                                                              |
| 22. März 2015                                         | Sprint Freistil                                       | Andrew Newell                                                     | Simeon Hamilton                                                       | Dakota Blackhorse-von Jess                                                 |
| 24. März 2015                                         | 4 × 5 km Mixstaffel                                   | APU1Sadie Bjornsen Alexander Treinen Chelsea Holmes Erik Bjornsen | APU2Rebecca Rorabaugh Reese Hanneman Rosie Frankowski Scott Patterson | Stratton Mountain 1Anne Hart Andrew Newell Katharine Ogden Simeon Hamilton |
| 26. März 2015                                         | 50 km Freistil Mst.                                   | Ivan Babikov                                                      | Rune Malo Ödegaard                                                    | Noah Hoffman                                                               |

### Gesamtwertung Männer
| Rang | Name                       | Punkte |
| ---- | -------------------------- | ------ |
| 01.  | Kris Freeman               | 375    |
| 02.  | Alexander Treinen          | 314    |
| 03.  | Dakota Blackhorse-von Jess | 267    |
| 04.  | Miles Havlick              | 247    |
| 05.  | Eric Packer                | 229    |
| 06.  | Reese Hanneman             | 213    |
| 07.  | Matthew Phillip Gelso      | 209    |
| 08.  | David Norris               | 188    |
| 09.  | Mads Ek Ström              | 184    |
| 010. | Tyler Kornfield            | 173    |
| 011. | Rune Malo Ödegaard         | 150    |
| 012. | Benjamin Saxton            | 146    |
| 013. | Brian Gregg                | 137    |
| 014. | Erik Bjornsen              | 108    |

| Rang | Name                | Punkte |
| ---- | ------------------- | ------ |
| 015. | Kyle Bratrud        | 104    |
| 016. | Patrick Caldwell    | 96     |
| 017. | Cole Morgan         | 88     |
| 018. | Haakon Hjelstün     | 86     |
| 019. | Andrew Newell       | 84     |
| 020. | Gordon Vermeer      | 82     |
| 021. | Alexander Howe      | 80     |
| 022. | Logan Hanneman      | 80     |
| 023. | Rogan Brown         | 77     |
| 024. | Noah Hoffman        | 70     |
| 025. | Scott Patterson     | 68     |
| 026. | Jörgen Grav         | 68     |
| 027. | Fredrik Schwencke   | 68     |
| 028. | Benjamin Lustgarten | 62     |

| Rang | Name                   | Punkte |
| ---- | ---------------------- | ------ |
| 029. | Ivan Babikov           | 60     |
| 030. | Forrest Mahlen         | 55     |
| 031. | John Hegman            | 54     |
| 032. | Simeon Hamilton        | 52     |
| 033. | David Sinclair         | 47     |
| 034. | Noe Bellet             | 45     |
| 035. | Aku Nikander           | 44     |
| 036. | Fabian Stocek          | 44     |
| 037. | Matthew Edward Liebsch | 43     |
| 038. | Welly Ramsey           | 43     |
| 039. | Tad Elliott            | 38     |
| 040. | Tucker McCrerey        | 38     |

## Frauen

### Resultate
| 1. US Super Tour in West Yellowstone, 28. und 29. November 2014 | 1. US Super Tour in West Yellowstone, 28. und 29. November 2014 | 1. US Super Tour in West Yellowstone, 28. und 29. November 2014 | 1. US Super Tour in West Yellowstone, 28. und 29. November 2014 | 1. US Super Tour in West Yellowstone, 28. und 29. November 2014 |
| --------------------------------------------------------------- | --------------------------------------------------------------- | --------------------------------------------------------------- | --------------------------------------------------------------- | --------------------------------------------------------------- |
| Datum                                                           | Disziplin                                                       | Erster Platz                                                    | Zweiter Platz                                                   | Dritter Platz                                                   |
| 28. November 2014                                               | Sprint Freistil                                                 | Alysson Marshall                                                | Heidi Widmer                                                    | Jennie Bender                                                   |
| 29. November 2014                                               | 10 km Freistil                                                  | Rosie Brennan                                                   | Katharine Ogden                                                 | Chelsea Holmes                                                  |

| 2. US Super Tour in Bozeman, 6. und 7. Dezember 2014 | 2. US Super Tour in Bozeman, 6. und 7. Dezember 2014 | 2. US Super Tour in Bozeman, 6. und 7. Dezember 2014 | 2. US Super Tour in Bozeman, 6. und 7. Dezember 2014 | 2. US Super Tour in Bozeman, 6. und 7. Dezember 2014 |
| ---------------------------------------------------- | ---------------------------------------------------- | ---------------------------------------------------- | ---------------------------------------------------- | ---------------------------------------------------- |
| Datum                                                | Disziplin                                            | Erster Platz                                         | Zweiter Platz                                        | Dritter Platz                                        |
| 6. Dezember 2014                                     | Sprint klassisch                                     | Rosie Brennan                                        | Jennie Bender                                        | Caitlin Patterson                                    |
| 7. Dezember 2014                                     | 10 km klassisch Mst.                                 | Rosie Brennan                                        | Chelsea Holmes                                       | Katharine Ogden                                      |

| 3. US Super Tour und US-amerikanische Meisterschaften in Houghton, 4. bis 10. Januar 2015 | 3. US Super Tour und US-amerikanische Meisterschaften in Houghton, 4. bis 10. Januar 2015 | 3. US Super Tour und US-amerikanische Meisterschaften in Houghton, 4. bis 10. Januar 2015 | 3. US Super Tour und US-amerikanische Meisterschaften in Houghton, 4. bis 10. Januar 2015 | 3. US Super Tour und US-amerikanische Meisterschaften in Houghton, 4. bis 10. Januar 2015 |
| ----------------------------------------------------------------------------------------- | ----------------------------------------------------------------------------------------- | ----------------------------------------------------------------------------------------- | ----------------------------------------------------------------------------------------- | ----------------------------------------------------------------------------------------- |
| Datum                                                                                     | Disziplin                                                                                 | Erster Platz                                                                              | Zweiter Platz                                                                             | Dritter Platz                                                                             |
| 4. Januar 2015                                                                            | 10 km Freistil                                                                            | Caitlin Gregg                                                                             | Chelsea Holmes                                                                            | Rosie Brennan                                                                             |
| 5. Januar 2015                                                                            | Sprint klassisch                                                                          | Rosie Brennan                                                                             | Rebecca Rorabaugh                                                                         | Elizabeth Guiney                                                                          |
| 8. Januar 2015                                                                            | 20 km klassisch Mst.                                                                      | Rosie Brennan                                                                             | Caitlin Patterson                                                                         | Eliska Hajkova                                                                            |
| 10. Januar 2015                                                                           | Sprint Freistil                                                                           | Rosie Brennan                                                                             | Caitlin Gregg                                                                             | Jennie Bender                                                                             |

| 4. US Super Tour in Craftsbury, 30. Januar bis 8. Februar 2015 | 4. US Super Tour in Craftsbury, 30. Januar bis 8. Februar 2015 | 4. US Super Tour in Craftsbury, 30. Januar bis 8. Februar 2015 | 4. US Super Tour in Craftsbury, 30. Januar bis 8. Februar 2015 | 4. US Super Tour in Craftsbury, 30. Januar bis 8. Februar 2015 |
| -------------------------------------------------------------- | -------------------------------------------------------------- | -------------------------------------------------------------- | -------------------------------------------------------------- | -------------------------------------------------------------- |
| Datum                                                          | Disziplin                                                      | Erster Platz                                                   | Zweiter Platz                                                  | Dritter Platz                                                  |
| 30. Januar 2015                                                | 20 km klassisch Mst.                                           | Caitlin Patterson                                              | Rebecca Rorabaugh                                              | Anja Gruber                                                    |
| 1. Februar 2015                                                | Sprint klassisch                                               | Jennie Bender                                                  | Elizabeth Guiney                                               | Anja Gruber                                                    |
| 6. Februar 2015                                                | Sprint Freistil                                                | Jennie Bender                                                  | Erika Flowers                                                  | Heather Mooney                                                 |
| 7. Februar 2015                                                | 10 km Freistil                                                 | Mary Rose                                                      | Annika Taylor                                                  | Erika Flowers                                                  |
| 8. Februar 2015                                                | 10 km klassisch Mst.                                           | Rebecca Rorabaugh                                              | Mary Rose                                                      | Anja Gruber                                                    |

| 5. US Super Tour und American Birkebeiner in Hayward, 21. Februar 2015 | 5. US Super Tour und American Birkebeiner in Hayward, 21. Februar 2015 | 5. US Super Tour und American Birkebeiner in Hayward, 21. Februar 2015 | 5. US Super Tour und American Birkebeiner in Hayward, 21. Februar 2015 | 5. US Super Tour und American Birkebeiner in Hayward, 21. Februar 2015 |
| ---------------------------------------------------------------------- | ---------------------------------------------------------------------- | ---------------------------------------------------------------------- | ---------------------------------------------------------------------- | ---------------------------------------------------------------------- |
| Datum                                                                  | Disziplin                                                              | Erster Platz                                                           | Zweiter Platz                                                          | Dritter Platz                                                          |
| 21. Februar 2015                                                       | 50 km Freistil Mst.                                                    | Holly Brooks                                                           | Aurélie Dabudyk                                                        | Tatjana Mannima                                                        |

| 6. US Super Tour in Sun Valley, 21. bis 26. März 2015 | 6. US Super Tour in Sun Valley, 21. bis 26. März 2015 | 6. US Super Tour in Sun Valley, 21. bis 26. März 2015 | 6. US Super Tour in Sun Valley, 21. bis 26. März 2015 | 6. US Super Tour in Sun Valley, 21. bis 26. März 2015 |
| ----------------------------------------------------- | ----------------------------------------------------- | ----------------------------------------------------- | ----------------------------------------------------- | ----------------------------------------------------- |
| Datum                                                 | Disziplin                                             | Erster Platz                                          | Zweiter Platz                                         | Dritter Platz                                         |
| 21. März 2015                                         | 10 km klassisch                                       | Sadie Bjornsen                                        | Chelsea Holmes                                        | Elizabeth Stephen                                     |
| 22. März 2015                                         | Sprint Freistil                                       | Sadie Bjornsen                                        | Jennie Bender                                         | Eliska Hajkova                                        |
| 26. März 2015                                         | 30 km Freistil Mst.                                   | Caitlin Gregg                                         | Elizabeth Stephen                                     | Sadie Bjornsen                                        |

### Gesamtwertung Frauen
| Rang | Name              | Punkte |
| ---- | ----------------- | ------ |
| 01   | Rosie Brennan     | 380    |
| 02   | Chelsea Holmes    | 375    |
| 03   | Rebecca Rorabaugh | 347    |
| 04   | Caitlin Patterson | 317    |
| 05   | Erika Flowers     | 229    |
| 06   | Jennie Bender     | 221    |
| 07   | Elizabeth Guiney  | 193    |
| 08   | Mary Rose         | 193    |
| 09   | Rosie Frankowski  | 187    |
| 10   | Katharine Ogden   | 182    |

| Rang | Name              | Punkte |
| ---- | ----------------- | ------ |
| 011  | Eliska Hajkova    | 172    |
| 012. | Caitlin Gregg     | 170    |
| 013. | Anja Gruber       | 164    |
| 014. | Sadie Bjornsen    | 162    |
| 015. | Anne Hart         | 124    |
| 016. | Elizabeth Stephen | 124    |
| 017. | Kaitlynn Miller   | 117    |
| 018. | Heather Mooney    | 115    |
| 019. | Annie Pokorny     | 76     |
| 020. | Jessica Yeaton    | 73     |

| Rang | Name                | Punkte |
| ---- | ------------------- | ------ |
| 021. | Joanne Reid         | 72     |
| 022. | Kelsey Phinney      | 71     |
| 023. | Hannah Halvorsen    | 65     |
| 024. | Paige Schember      | 64     |
| 025. | Petra Hyncicova     | 59     |
| 026. | Alysson Marshall    | 57     |
| 027. | Annika Taylor       | 57     |
| 028. | Corey Stock         | 51     |
| 029. | Heidi Widmer        | 37     |
| 030. | Veronika Mayerhofer | 36     |